# Ramón Griffero
Ramón Griffero Sanchez, né le 29 novembre 1954 à Santiago du Chili, est un auteur chilien, dramaturge contemporain et metteur en scène de théâtre, né à Santiago du Chili en 1952.

## Biographie
En 1971, il intègre la section de sociologie de l’université du Chili qui à cette époque, de gouvernement d’Unité populaire est un lieu de bouillonnement et de réflexion idéologique. Le coup d'État du 11 septembre 1973 en marque l’arrêt brutal, l’université est fermée et Ramón Griffero, parmi de nombreux étudiants est contraint de s’expatrier.
Il se rend en Angleterre où une bourse lui permet d’achever ses études à l’université de l'Essex, après quoi, en 1976, il voyage en Inde, puis au Sri Lanka où il vit quelque temps et rédige sa thèse.
À partir de 1977, il s’installe en Belgique où réside une importante communauté d’exilés chiliens. En 1978, son désir de création le fait étudier une année à l’Institut national supérieur des arts du spectacle à Bruxelles où il réalise un court métrage, puis rejoindre le Centre d’études théâtrales de l’université de Louvain-la-Neuve. Il met en scène, en français ses deux premières œuvres, Opéra pour un Naufrage, création à l’Atelier théâtral de Louvain-la-Neuve, puis à la chapelle de Boendael à Bruxelles, et Altazor Equinoxe, création aux Brigittines.
Il regagne Santiago du Chili en 1982, emmenant avec lui le scénographe belge Herbert Jonckers qui a collaboré aux créations de ses deux premiers spectacles. Ensemble, ils réunissent une troupe de jeunes acteurs et présentent Recuerdos del Hombre con su Tortuga œuvre avec laquelle Ramón Griffero a obtenu le premier prix du Concours national de théâtre pour les auteurs.
Il participe ensuite à la fondation de la troupe du Théâtre fin de siècle, dont il devient le directeur, et qui s'installe dans un ancien lieu théâtral des années 1920, devenu depuis dépôt de tramway, qu’ils baptisent Le Trolley et transforme en lieu de résistance culturelle. De 1983 à 1987, les trois œuvres suivantes de Griffero y sont présentées, parmi d’autres créations dont des œuvres de Kafka et de Fassbinder.
Par la suite, Ramón Griffero dirige les créations de ses œuvres dans différents lieux, dont le Théâtre National. Il réalise également la mise en scène de performances artistiques et de réalisations de différentes écoles de théâtre. Il enseigne au sein de l’université du Chili, de l’université pontificale catholique du Chili et de l’université Arcis (art et sciences sociales), dont il devient directeur de l’école de théâtre.
Il écrit de nombreux articles et essais sur le théâtre contemporain.
Il remporte de nombreux prix, nationaux et internationaux, certaines de ses œuvres sont traduites en plusieurs langues et présentées dans des festivals d’Europe et d’Amérique.

## Œuvres

### Dramaturgies
- 1980 - Opéra pour un Naufrage
- 1981 - Altazor Equinoxe
- 1983 - Recuerdos del Hombre con su Tortuga
- 1984 - Historias de un Galpón Abandonado
- 1985 - Cinema-Utoppia
- 1987 - 99 La Morgue
- 1988 - Fotosíntesis Porno
- 1989 - Viva la República
- 1994 - Extasis o La Senda de la Santidad
- 1994 - La Gorda'
- 1994 - Las Aseadoras de la Opera
- 1995 - Río Abajo
- 1998 - Sebastopol
- 1998 - El Ginecólogo de La Legua
- 1999 - Almuerzos de Mediodía - Brunch
- 1999 - Las Copas de la Ira
- 2002 - Tus Deseos en Fragmentos
- 2005 - Extasis o La Senda de la Santidad nuevo!

### Traductions françaises
- Sebastopol (traduction de Michel Azama) - Ed. Les Solitaires intempestifs – 1998 France
- Cinema-Utoppia (traduction de Marilyne Lacouture) - Ed. Presses universitaires du Mirail – 2003 Toulouse, France

### Nouvelles
- 1992 - Soy de la Plaza Italia

### Études critiques
- Jérôme Stéphan, Trois théâtres d'avant-garde : Meyerhold, Fassbinder, Griffero[1]